# Antiblemma stelligera
Antiblemma stelligera là một loài bướm đêm trong họ Erebidae.